# Xyletinus subrotundatus
Xyletinus subrotundatus is een keversoort uit de familie klopkevers (Anobiidae). De wetenschappelijke naam van de soort is voor het eerst geldig gepubliceerd in 1852 door Lareynie.